# Schedocentrus speculatus
Schedocentrus speculatus är en insektsart som beskrevs av Max Beier 1960. Schedocentrus speculatus ingår i släktet Schedocentrus och familjen vårtbitare. Inga underarter finns listade i Catalogue of Life.